# Normanton (Rutland)
Normanton is een civil parish in het bestuurlijke gebied Rutland, in het Engelse graafschap Rutland met 26 inwoners.